# Магнітне фокусування електронів у металах
Магнітне фокусування  — концентрація потоку електронів провідності (квазічастинок) з одного точкового контакту в інший за допомогою магнітного поля. Електрони в металах можна розглядати як квазічастинки, що вільно рухаються в кристалі, подібно до вільних електронів. Значить на їх рух має впливати зовнішнє магнітне поле за аналогією з пучками заряджених частинок у вакуумі . Фокусування електронів у чистих матеріалах (монокристалах), де їх довжина вільного пробігу менш або порівнюється з відстанню між контактами, дозволяє досліджувати розсіювання локалізованих в одній точці поверхні Фермі групи квазічастинок .

## Якісне пояснення

### Повздовжне фокусування
Можливість магнітного фокусування у твердому тілі запропонував Ю. В. Шарвін у 1965 і пізніше спостерігав поздовжнє (магнітне поле паралельно лінії, що з'єднує контакти) електронне фокусування в тонкій металевій плівці спільно з Л. М. Фішером. У їхньому експерименті два мікроконтакти емітер і колектор розташовувалися навпроти один одного на різних сторонах тонкої металевої плівки (Рис.1) .

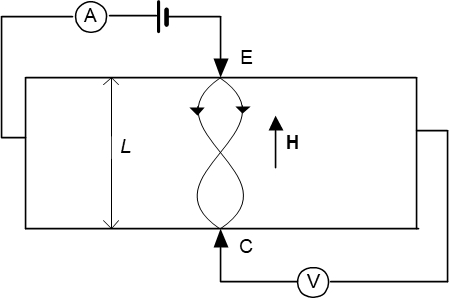
Рис.1. Схема спостереження повздовжного фокусування електронів.

При повздовжному фокусуванні величина магнітного поля Н, при якому електрони, що вилітають з емітера {\displaystyle E}, фокусуються на колекторі {\displaystyle C}, визначається з умов кратності періоду {\displaystyle T} руху з контакту на контакт, {\displaystyle L=n{{v}_{H}}T}, де {\displaystyle L} — відстань між контактами (товщина пластини), {\displaystyle T={\frac {2\pi }{{\omega }_{c}}}}, {\displaystyle {{\omega }_{c}}={\frac {eH}{{{m}_{c}}c}}} — циклотронна частота, {\displaystyle m_{c}}- циклотронна маса, {\displaystyle v_{H}} — складова скорости електрона вздовж магнітного поля, {\displaystyle n=1,2,3...} .
На колекторі фокусується максимальна кількість електронів при екстремальних значеннях їх зсуву вздовж магнітного поля за період,  {\displaystyle {{\left({{v}_{H}}T\right)}_{extr}}={\frac {c}{eH}}{{\left({\frac {\partial S}{\partial {{p}_{H}}}}\right)}_{extr}}},  де {\displaystyle S} - перетин поверхні Фермі площиною постійного значення імпульсу електрона вздовж магнітного поля  {\displaystyle {{p}_{H}}=const}. Відповідно, особливості на залежності потенціалу {\displaystyle V(H)} на колекторі від магнітного поля виникають в особливих точках функції {\displaystyle {{\left({\frac {\partial S}{\partial {{p}_{H}}}}\right)}_{extr}}}, для яких {\displaystyle {\frac {{{\partial }^{2}}S}{\partial p_{H}^{2}}}=0}. Крім того, кількість електронів, що фокусуються, максимально для граничних значень {\displaystyle p_{H}}, що відповідають еліптичним точкам екстремуму на поверхні Фермі, в яких {\displaystyle {\frac {{{\partial }^{2}}S}{\partial p_{H}^{2}}}\neq 0}, а  {\displaystyle {\frac {\partial S}{\partial {{p}_{H}}}}={\frac {2\pi }{\sqrt {K}}}}, де {\displaystyle K} - гаусова кривина.

### Поперечне фокусування
Електронний транспорт у поперечному магнітному полі вперше розглянув Браян Піппард 1965 . Однак його метод не використав точкових контактів. Сучасна реалізація магнітного фокусування електронів у металі з двома мікроконтактами була запропонована Цоєм у 1974  . У геометрії експериментів В. С. Цоя з поперечного магнітного фокусування два точкових контакти розташовуються на одній поверхні металу, а магнітне поле було паралельним поверхні та направлено перпендикулярно лінії, що з'єднує контакти (Рис. 2).

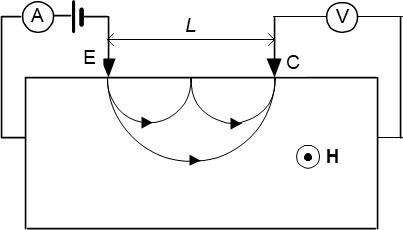
Рис.2. Схема спостереження поперечного фокусування електронів.

При поперечному фокусуванні електрони, що інжектуються емітером {\displaystyle E}, фокусуються на колекторі {\displaystyle C}, якщо на відстані між контактами {\displaystyle L} міститься ціле число хорд сегментів траєкторій електронів  {\displaystyle \Delta R}, що «стрибають» вздовж поверхні, {\displaystyle L=n\Delta R}, а дрейф орбіти вздовж магнітного поля відсутній, {\displaystyle {{v}_{H}}=0}, де {\displaystyle \Delta R={\frac {c{{D}_{\bot }}}{eH}}} , {\displaystyle {{D}_{\bot }}}- хорда поверхні Фермі у напрямку нормалі до границі.
Кількість електронів, що потрапляють у  колектор, є максимальним, якщо умови поперечного фокусування виконані для носіїв заряду, що відповідають екстремальному діаметру поверхні Фермі {\displaystyle D_{\perp extr}}, для якого  {\displaystyle {\frac {\partial {{D}_{\bot }}}{\partial {{p}_{H}}}}={\frac {\partial {{D}_{\bot }}}{\partial \gamma }}=0} .